# Gustavo Ehlers
Gustavo Ehlers, född 23 juni 1925, död 8 juli 2017, var en friidrottare från Chile. Han deltog vid olympiska sommarspelen 1948 och olympiska sommarspelen 1952.